# Charakter (gry fabularne)
Charakter – współczynnik określający moralność i etykę postaci, bohaterów niezależnych, potworów, czy nawet całych społeczeństw w niektórych grach fabularnych.
Nie wszystkie gry fabularne używają takiego systemu, a niektórzy narratywiści uważają nawet ów system za ograniczający możliwości kreowania ich postaci. Z drugiej strony, dla innych charakter jest kluczowym elementem opisu postaci, gdyż twierdzą oni, iż gry fabularne powinny dotykać tematów dobra i zła.
Niektóre systemy zachęcają graczy do pewnych zachowań. Przykładowo w grach o superbohaterach jak Marvel Super Heroes lub DC Heroes istnieją specjalne punkty, które postacie zdobywają za dokonywanie bohaterskich czynów oraz tracą, gdy zachowują się w sposób mało heroiczny. Punkty te mogą zostać użyte by ulepszyć postać bądź też wpłynąć na wynik rzutu kostką, więc ważne jest dla graczy, by ich bohaterowie zachowywali się w sposób odpowiedni. W grze Gwiezdne Wojny wydanej przez West End Games odnaleźć można podobny pomysł, jeśli chodzi o użycie Mocy.

## Dungeons & Dragons
Najbardziej typowym systemem związanym z charakterem jest ten używany w grze Dungeons & Dragons – postacie mogą być tam Praworządne, Neutralne bądź też Chaotyczne. W Advanced Dungeons & Dragons system ten stał się „dwuwymiarowy” – pojawiła się druga oś. Jedna z osi wskazuje postępowanie bohatera, jeśli chodzi o jego „moralność” (gdzie ekstremami są dobro i zło), druga natomiast jego postępowanie jeśli chodzi o „etykę” (tutaj postać znajduje się gdzieś pomiędzy praworządnością a chaosem). Postacie mogą być więc dobre lub złe oraz praworządne lub chaotyczne; na obu osiach istnieje także pewien obszar pomiędzy skrajnościami – neutralność. Osoba, której charakter znajduje się w owym obszarze nie jest zainteresowana skrajnościami, dąży do równowagi bądź też konfliktu między dobrem a złem (lub też prawem i chaosem). Poprzez nałożenie na siebie tych dwóch osi otrzymujemy dziewięć różnego rodzaju charakterów, które mogą przyjmować postacie graczy:
| Praworządny Dobry     | Neutralny Dobry | Chaotyczny Dobry     |
| Praworządny Neutralny | Neutralny       | Chaotyczny Neutralny |
| Praworządny Zły       | Neutralny Zły   | Chaotyczny Zły       |

W czwartej edycji Dungeons & Dragons lista charakterów została zredukowana do Praworządnego Dobrego, Dobrego, Nieukierunkowany/nienastawionego (unaligned), Złego i Chaotycznego Złego.

## Warhammer FRP
Pierwsza edycja systemu Warhammer Fantasy Roleplay używała liniowego systemu charakteru: Praworządny – Dobry – Neutralny – Zły – Chaotyczny. Zmiana charakteru (z jakichkolwiek przyczyn) przesuwała charakter o jeden stopień w prawo lub lewo. Przykładowo postać neutralna mogła stać się dobra lub zła, ale nie chaotyczna.
W praktyce system ten był używany by regulować reakcje osób o odmiennych charakterach.
Druga edycja systemu porzuciła ów koncept charakteru (wraz z nim odszedł też pomysł, by Praworządność była przeciwieństwem Chaosu). System proponuje teraz większe skupianie się na unikalnych cechach osobowości bohaterów, a nie na ich liniowym charakterze.

## Talisman (Magia i Miecz)
Charakter postaci w grze Talisman: Magia i Miecz określa, czy bohater jest dobry, neutralny czy zły, i wpływa na interakcje z różnymi elementami gry, takimi jak lokacje, karty przygód czy sojusznicy. Charakter może ulec zmianie w wyniku działań gracza, np. poprzez decyzje podejmowane podczas spotkań w grze, takich jak modlitwa w Świątyni, która może zmienić zły charakter na dobry, lub użycie odpowiednich zaklęć i kart przygód, np. Klątwy lub spotkania z Kapłanem.